# Brochan Lom
 (avril 2022).

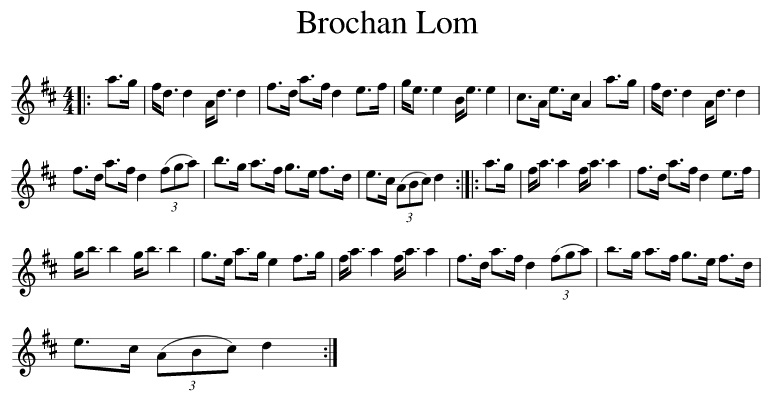
Partition de la chanson Brochan Lom

Brochan Lom est une chanson absurde en gaélique écossais sur le porridge. L'air est populaire et apparaît fréquemment dans les danses country écossaises et les ceilidhs. Elle entre dans la catégorie des « musiques à bouche » (Puirt a beul), utilisées pour créer de la musique pour danser en l'absence d'instruments. C'est une chanson de strathspey, généralement chantée ou jouée pour la Highland Schottische (une danse populaire de ceilidh), et pour le Highland Fling.
En tant que morceau instrumental, Brochan Lom est également connu sous les noms de The Orange And Blue, Katy Jones’, Kitty Jones, Kitty Jones’, The Orange & Blue Highland, Orange And Blue, The Orange And Blue Highland Fling.

## Utilisation dans les films
- Il apparaît comme une chanson à boire dans Whisky à gogo ![3],
- C'est un thème de musique de fond dans The Bridal Path[4],
- Dans le film de Pier Paolo Pasolini Les Contes de Canterbury, Nicholas dans le Conte de Miller espionne John le Charpentier (Michael Balfour) qui est en train de chanter cet air en partant pour Osney, et court faire des avances à sa femme Alison. L'enregistrement utilisé dans le film est de Jimmy MacBeath.

## Remarques
1. ↑  Learning and Teaching Scotland, « Music of Scotland: Strathspey - Brochan Lom » [archive du 7 août 2010] (consulté le 1er novembre 2013)
2. ↑  The Session, « The Orange And Blue reel » (consulté le 1er novembre 2013).
3. ↑  « Whisky Galore - drinking song » [archive du 20 décembre 2021] (consulté le 1er novembre 2013)
4. ↑  « The Bridal Path (1959) », IMDb (consulté le 4 novembre 2013)